# Cosas del amor
Cosas del amor es el título del tercer álbum de estudio en español grabado por el cantautor español Enrique Iglesias. Fue lanzado al mercado por la empresa discográfica Fonovisa el 22 de septiembre de 1998. El álbum cuenta también con la producción musical del reconocido compositor y productor musical español Rafael Pérez Botija, quién ya trabajó en los dos últimos álbumes anteriores del artista Enrique Iglesias (1995) y Vivir (1997), respectivamente. Posteriormente fue relanzado con 6 nuevas pistas para Japón y otros lugares del mundo.
El álbum Cosas del amor recibió una nominación al Premio Grammy al Mejor Álbum de Pop Latino en los 41ª. entrega anual de los Premios Grammy celebrada el miércoles 24 de febrero de 1999, pero perdió contra Vuelve de Ricky Martin.

## Lista de canciones
| Edición estándar |                     |                                                           |                     |          |  |
| N.º              | Título              | Escritor(es)                                              | Productor (es)      | Duración |  |
| 1.               | «Nunca te olvidaré» | Enrique Iglesias                                          | Rafael Pérez Botija | 4:24     |  |
| 2.               | «Cosas del amor»    | Rafael Pérez Botija                                       | Rafael Pérez-Botija | 4:29     |  |
| 3.               | «Esperanza»         | Chein García Alonso · Enrique Iglesias                    | Rafael Pérez-Botija | 3:11     |  |
| 4.               | «Desnudo»           | Rafael Pérez Botija                                       | Rafael Pérez-Botija | 5:38     |  |
| 5.               | «Contigo»           | Enrique Iglesias                                          | Rafael Pérez-Botija | 5:18     |  |
| 6.               | «Alguien como tú»   | Enrique Iglesias                                          | Rafael Pérez-Botija | 4:49     |  |
| 7.               | «Sirena»            | Rafael Pérez Botija                                       | Rafael Pérez-Botija | 4:58     |  |
| 8.               | «Para de jugar»     | Enrique Iglesias                                          | Rafael Pérez Botija | 5:02     |  |
| 9.               | «Dicen por ahí»     | Mario Martinelli · Rafael Pérez Botija · Enrique Iglesias | Rafael Pérez-Botija | 3:49     |  |
| 10.              | «Ruleta rusa»       | Rafael Pérez Botija                                       | Rafael Perez-Botija | 4:14     |  |
| 45:34            |                     |                                                           |                     |          |  |

| Edición limitada |                                           |                                        |                  |          |  |
| N.º              | Título                                    | Escritor(es)                           | Edición limitada | Duración |  |
| 1.               | «Bailamos» (Groove Brothers Mix)          | Paul Barry · Mark Taylor               |                  | 3:25     |  |
| 2.               | «Muñeca cruel» (Latin dance remix)        | Rafael Pérez Botija                    |                  | 4:19     |  |
| 3.               | «Sólo en ti» (Remix)                      | Vince Clark · Enrique Iglesias         |                  | 3:28     |  |
| 4.               | «Miente» (Remix)                          | Rafael Pérez Botija                    |                  | 3:41     |  |
| 5.               | «Si tú te vas» (Remix)                    | Enrique Iglesias · Roberto Morales     |                  | 4:28     |  |
| 6.               | «Nunca te olvidaré»                       | Enrique Iglesias                       |                  | 4:24     |  |
| 7.               | «Cosas del amor»                          | Rafael Pérez Botija                    |                  | 4:29     |  |
| 8.               | «Esperanza»                               | Chein García Alonso · Enrique Iglesias |                  | 3:11     |  |
| 9.               | «Desnudo»                                 | Rafael Pérez Botija                    |                  | 5:38     |  |
| 10.              | «Contigo»                                 | Enrique Iglesias                       |                  | 5:18     |  |
| 11.              | «Alguien como tú»                         | Enrique Iglesias                       |                  | 4:49     |  |
| 12.              | «Sirena»                                  | Rafael Pérez Botija                    |                  | 4:58     |  |
| 13.              | «Para de jugar»                           | Enrique Iglesias                       |                  | 5:02     |  |
| 14.              | «Dicen por ahí»                           | Mario Martinelli · Enrique Iglesias    |                  | 3:49     |  |
| 15.              | «Ruleta rusa»                             | Rafael Pérez Botija                    |                  | 4:14     |  |
| 16.              | «Bailamos»                                | Paul Barry · Mark Taylor               |                  | 3:39     |  |
| 17.              | «Bailamos» (Groove Brothers Instrumental) | Paul Barry · Mark Taylor               |                  | 3:25     |  |

## Posicionamiento en las listas
| Chart (1998/1999)               | Máxima posición |
| ------------------------------- | --------------- |
| French Albums                   | 60              |
| Finnish Albums                  | 37              |
| Netherlands Albums              | 25              |
| Norwegian Albums                | 21              |
| Spanish Albums                  | 8               |
| Swedish Albums                  | 27              |
| Swiss Albums                    | 16              |
| U.S. Billboard 200              | 64              |
| U.S. Billboard Top Latin Albums | 1               |
| U.S. Billboard Latin Pop Albums | 1               |

### Sucesión y posicionamiento
| Predecesor: Dance with Me: Music from the Motion Picture de Varios artistas | U.S. Billboard Top Latin Albums — Álbum N°. 1 (Primera vuelta) 10 de octubre de 1998 - 13 de noviembre de 1998 | Sucesor: Te acordarás de mí de Olga Tañón |
| Predecesor: Trozos de mi alma de Marco Antonio Solís                        | U.S. Billboard Top Latin Albums — Álbum N°. 1 (Segunda vuelta) 20 de febrero de 1999 - 12 de marzo de 1999     | Sucesor: Vuelve de Ricky Martin           |

| Predecesor: Vuelve de Ricky Martin                   | U.S. Billboard Latin Pop Albums — Álbum N°. 1 (Primera vuelta) 10 de octubre de 1998 - 13 de noviembre de 1998 | Sucesor: Te acordarás de mí de Olga Tañón |
| Predecesor: Trozos de mi alma de Marco Antonio Solís | U.S. Billboard Latin Pop Albums — Álbum N°. 1 (Segunda vuelta) 20 de febrero de 1999 - 12 de marzo de 1999     | Sucesor: Vuelve de Ricky Martin           |

## Uso en los medios
Las canciones Ruleta rusa y Esperanza se utilizaron para las temas musicales de la entrada y salida de la telenovela venezolana de la cadena Venevisión El país de las mujeres (1998-1999), protagonizada por Victor Cámara y Ana Karina Manco, con las actuaciones co-protánogicas de Caridad Canelón, Carolina Perpetuo, Lourdes Valera, Nohely Arteaga, Jean Carlo Simancas y Viviana Gibelli, y las participaciones antagónicas de Aroldo Betancourt, Miguel Ángel Landa, Amanda Gutiérrez e Ivonne Reyes.
La canción Nunca te olvidaré fue utilizada para el tema principal de la telenovela mexicana de la cadena Televisa del mismo título (1999), bajo la producción de Juan Osorio y Carlos Moreno Laguillo, protagonizada por Edith González y Fernando Colunga, con las participaciones antagónicas de Alma Muriel, Humberto Elizondo, Eugenia Cauduro y Alejandra Procuna.
La canción Cosas del amor fue ultizada para el tema principal de la telenovela peruana de la cadena América Producciones del mismo título (1998), protagonizada por Maricarmen Regueiro y Diego Bertie, con las participaciones antagónicas de Katia Condos, Sonia Oquendo y Hernán Romero.
La canción Sirena fue utilizada para el tema de salida de la telenovela venezolana de la cadena Venevisión Calypso (1999), protagonizada por Chiquinquirá Delgado y Luis Fernández, con las actuaciones estelares de Flor Núñez, Eileen Abad y Félix Loreto como la antagonista principal de la historia y el debut como protagonista de Johanna Morales.